# Rhododendron serotinum
Rhododendron serotinum là một loài thực vật có hoa trong họ Thạch nam. Loài này được Hutch. miêu tả khoa học đầu tiên năm 1920.

## Hình ảnh

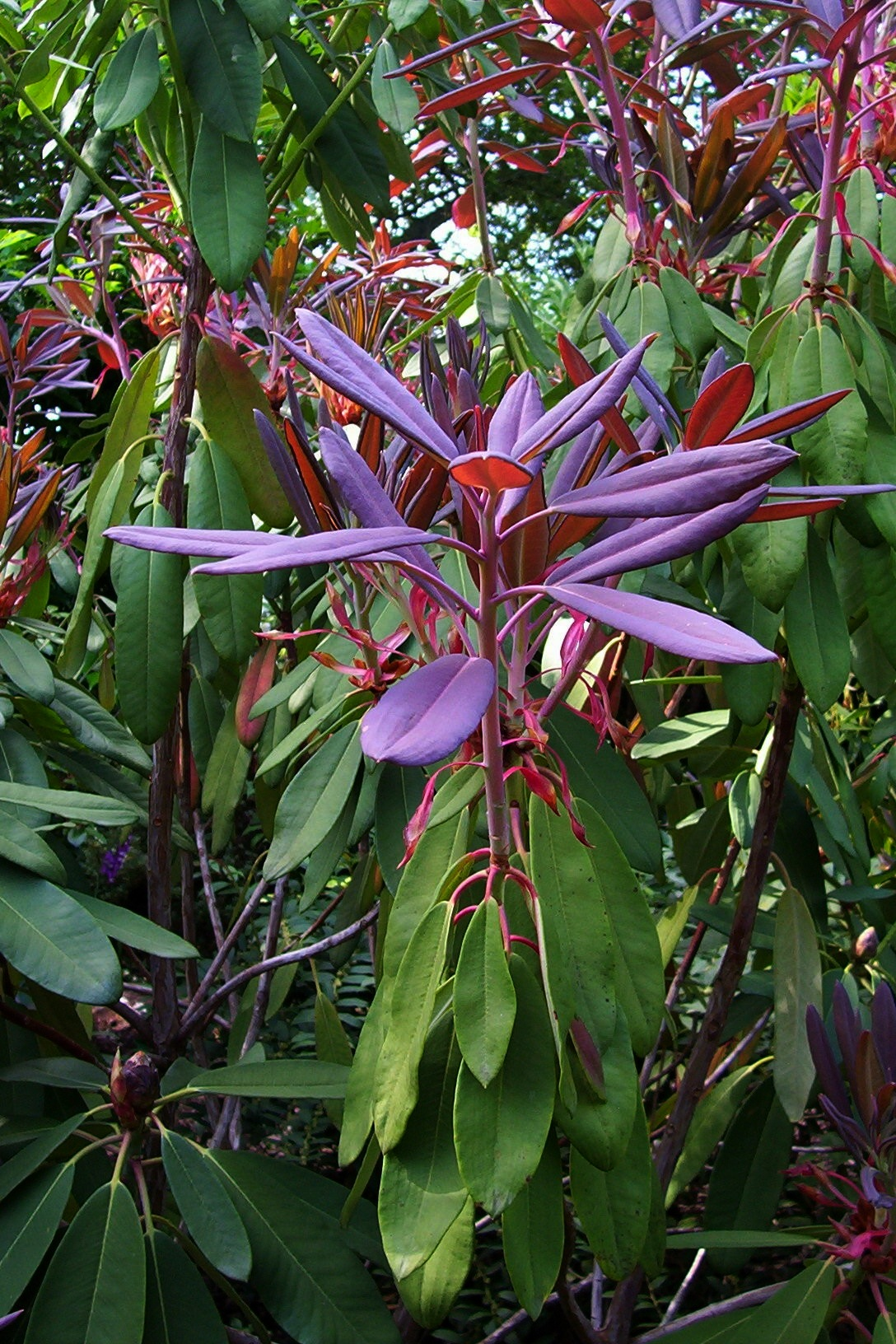
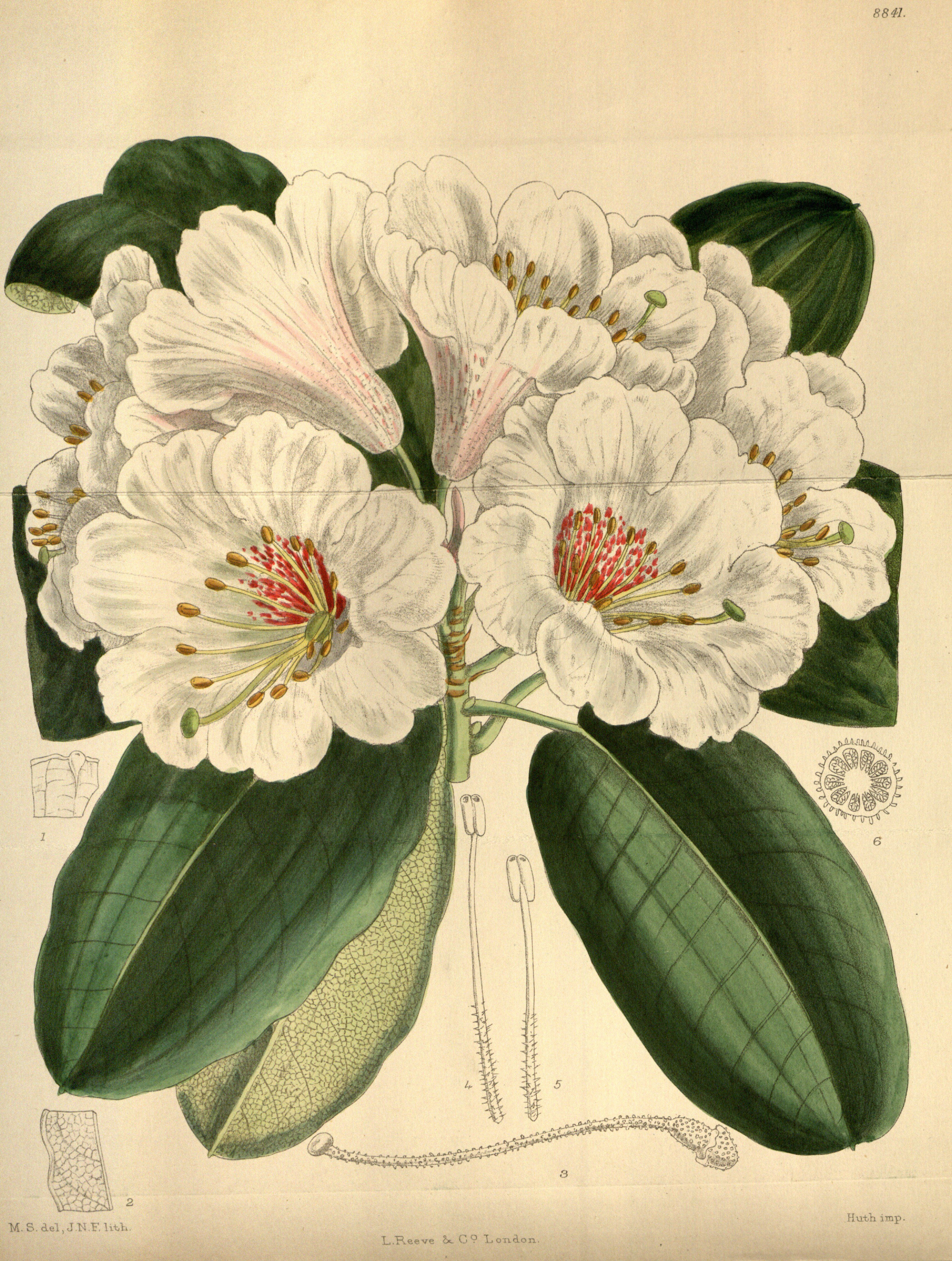